# Soyuz 31
Soyuz 31 foi uma missão à estação espacial soviética Salyut 6, lançada do Cosmódromo de Baikonur em 26 de agosto de 1978. Parte do programa espacial Intercosmos, levou o primeiro alemão (então oriental) ao espaço, Sigmund Jähn.

## Tripulação
Lançados
| Posição                | Cosmonauta      | Duração        | Pousou na |
| ---------------------- | --------------- | -------------- | --------- |
| Comandante             | Valery Bykovsky | 7d 20h 49m 04s | Soyuz 29  |
| Cosmonauta pesquisador | Sigmund Jähn    | 7d 20h 49m 04s | Soyuz 29  |

Aterrissaram
| Posição           | Cosmonauta            | Duração          | Lançou na |
| ----------------- | --------------------- | ---------------- | --------- |
| Comandante        | Vladimir Kovalyonok   | 139d 14h 47m 32s | Soyuz 29  |
| Engenheiro de voo | Aleksandr Ivanchenkov | 139d 14h 47m 32s | Soyuz 29  |

## Parâmetros da Missão
- Massa: 6 800 kg
- Perigeu: 196.8 km
- Apogeu: 259.9 km
- Inclinação: 51.64°
- Período: 88.81 minutos

## Pontos altos da missão

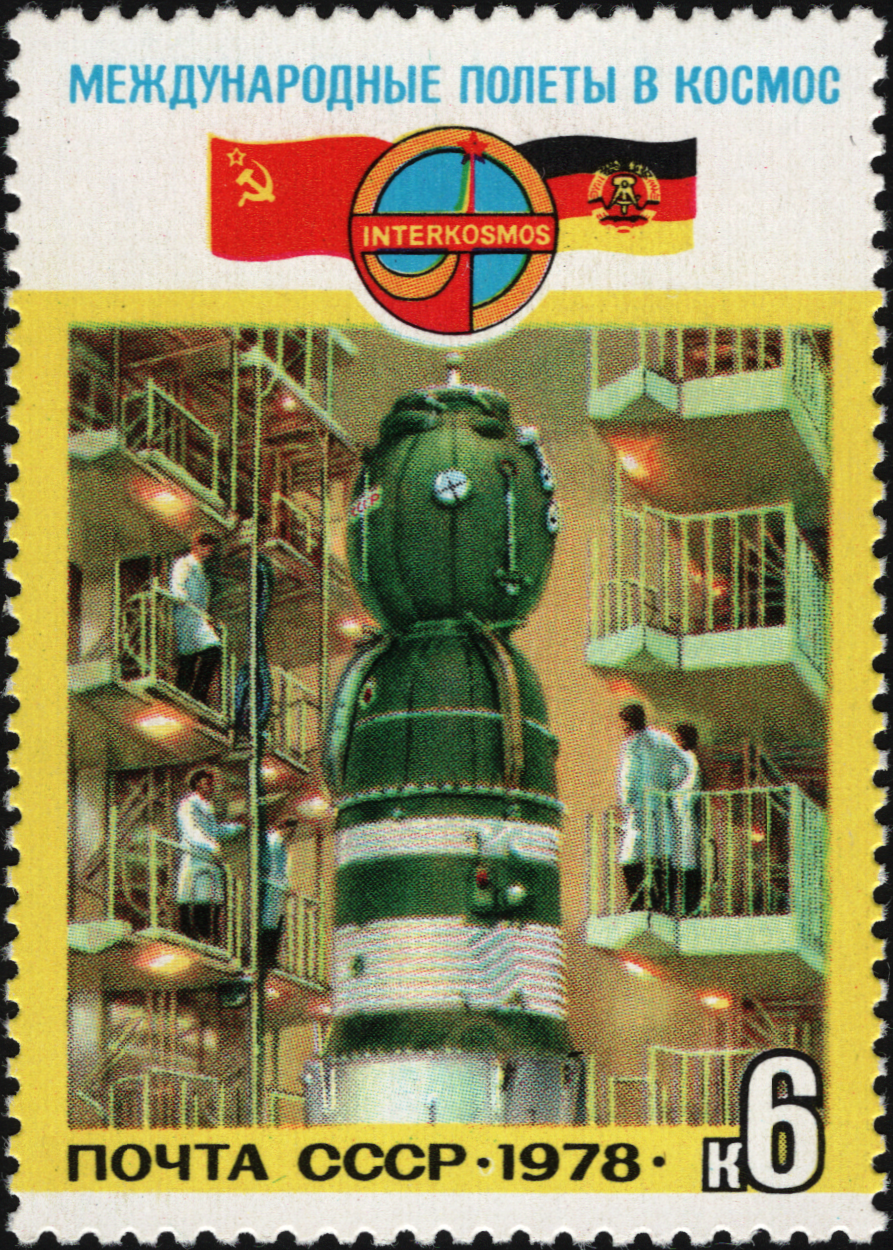
Selo da União Soviética retratando a montagem da missão Soyuz 31 em 1978

Aterrissou na Salyut 6. o seu grupo retornou na Soyuz 29. Transportou o primeiro viajante espacial alemão, assim como o cosmonauta veterano Bykovski (que já havia voado sozinho na Vostok 5 em Junho de 1963). Apos o grupo Yastreb ter saido da Salyut 6 na Soyuz 29 em 3 de Setembro, o grupo Foton transferiu a Soyuz 32 para o porto da frente da Salyut 6. Mover uma Soyuz de substituição para o porto da frente se tornou um processo padrão; isto liberava o porto traseiro para as naves Progress de suprimentos.